# Troglohyphantes giromettai
Troglohyphantes giromettai este o specie de păianjeni din genul Troglohyphantes, familia Linyphiidae. A fost descrisă pentru prima dată de Kulczynski, 1914.
Este endemică în Croatia. Conform Catalogue of Life specia Troglohyphantes giromettai nu are subspecii cunoscute.